# Serniki (gromada)
Serniki – dawna gromada, czyli najmniejsza jednostka podziału terytorialnego Polskiej Rzeczypospolitej Ludowej w latach 1954–1972.
Gromady, z gromadzkimi radami narodowymi (GRN) jako organami władzy najniższego stopnia na wsi, funkcjonowały od reformy reorganizującej administrację wiejską przeprowadzonej jesienią 1954 do momentu ich zniesienia z dniem 1 stycznia 1973, tym samym wypierając organizację gminną w latach 1954–1972.
Gromadę Serniki z siedzibą GRN w Sernikach utworzono – jako jedną z 8759 gromad na obszarze Polski – w powiecie lubartowskim w woj. lubelskim na mocy uchwały nr 11 WRN w Lublinie z dnia 5 października 1954. W skład jednostki weszły obszary dotychczasowych gromad Wola Sernicka i Serniki ze zniesionej gminy Serniki oraz obszar dotychczasowej gromady Chlewiska ze zniesionej gminy Tarło w tymże powiecie. Dla gromady ustalono 21 członków gromadzkiej rady narodowej.
1 stycznia 1960 do gromady Serniki włączono obszar zniesionej gromady Nowawola oraz wieś i kolonię Wólka Zabłocka ze zniesionej gromady Wólka Zabłocka w tymże powiecie.
1 stycznia 1962 do gromady Serniki włączono wieś i kolonię Nowa Wieś ze zniesionej gromady Brzostówka w tymże powiecie.
Gromada przetrwała do końca 1972 roku, czyli do kolejnej reformy gminnej. 1 stycznia 1973 w powiecie lubartowskim reaktywowano gminę Serniki.